# Maccabi Tel Aviv BC
|  | Aquest article tracta sobre la secció de bàsquet del Maccabi Tel Aviv. Vegeu-ne altres significats a «Maccabi Tel Aviv». |

El Maccabi Tel Aviv BC és la secció de bàsquet del club poliesportiu Maccabi Tel Aviv, de la ciutat de Tel-Aviv, Israel. Va ser fundat l'any 1932 i actualment juga a la lliga israeliana de bàsquet i a l'Eurolliga de bàsquet.

## Història
La secció de bàsquet del Maccabi Tel Aviv es va fundar l'any 1932. Fins al 1954 no va participar en cap lliga organitzada i disputava partits contra altres equips israelians i equips d'Armènia. El 1939 va disputar alguns partits a Egipte, el 1944 al Líban i el 1947 va fer el primer viatge a Europa per disputar partits a Eslovàquia, els Països Baixos, Bèlgica i França.
La primera lliga israeliana de bàsquet es va disputar el 1954 i hi participaren 8 equips. El Maccabi es va proclamar campió. El 1956 també va guanyar la primera edició de la copa israeliana de bàsquet. El 1958 va participar per primer cop a la Copa d'Europa de bàsquet.

## Pavelló
El Maccabi Tel Aviv disputa els seus partits com a local al Menora Mivtachim Arena a Tel-Aviv, que té capacitat per uns 11.000 espectadors.

## Palmarès[2]
- Eurolligues de bàsquet
  - Campions (6): 1976-77, 1980-81, 2000-01, 2003-04, 2004-05, 2013-14.
  - Finalistes (9): 1979-80, 1981-82, 1986-87, 1987-88, 1988-89, 1999-00, 2005-06, 2007-08, 2010-11.
- Mundial de Clubs de bàsquet
  - Campions (1): 1980
  - Finalistes (1): 2014
- Lliga Adriàtica de bàsquet
  - Campions (1): 2011-12
  - Finalistes (1): 2002–03
- Lliga israeliana de bàsquet
  - Campions (54): 1954, 1955, 1957 a 1959, 1962 a 1964, 1967, 1968, 1970 a 1992, 1994 a 2007, 2009, 2011, 2012 ,2014, 2017, 2018, 2019, 2020.
  - Finalistes (7): 1960–1961, 1966, 1969, 2007–08, 2009–10, 2012–13
- Copa israeliana de bàsquet
  - Campions (44): 1956, 1958, 1959, 1961, 1963 a 1966, 1969 a 1973, 1975, 1977 a 1983, 1985 a 1987, 1989 a 1991, 1994, 1998 a 2005, 2006, 2010, 2011, 2012, 2013, 2014, 2015, 2016, 2017.
  - Finalistes (6): 1962, 1969, 1996–97, 2007–08, 2017–18
- Copa de la Lliga israeliana de bàsquet
  - Campions (7): 2007, 2010, 2011, 2012, 2013, 2015, 2017
  - Finalistes (4): 2009, 2014, 2016, 2019

## Jugadors destacats
| - Ralph Klein - Abraham Shneior - Tanhum Cohen-Mints - Tal Brody - Miki Berkovich - Jim Boatwright - Moti Aroesti - Lou Silver | - Aulcie Perry - Earl Williams - Kevin Magee - Doron Jamchi - Nadav Henefeld - Oded Katash - Doron Sheffer - Derrick Sharp | - Ariel McDonald - Nate Huffman - Anthony Parker - Tal Burstein - Nikola Vujčić - Sarunas Jasikevicius - Tyrese Rice - Theódoros Papalukàs |